# Фаркаш, Амит
Ами́т Фарка́ш (ивр. עמית פרקש‎, англ. Amit Farkash; 26 мая 1989, Торонто, Канада) — израильская актриса и певица. Получила известность благодаря песне «Миллионы звезд». Начиная с 2008 года снимается в кино. Фильмы с её участием: телесериал «За и против Алекса» и сериал «Сплит».

## Биография
В 1991 году, когда Амит было два года, её семья иммигрировала в Израиль. С детства Амит увлекалась пением и, начиная с 13 лет, стала заниматься вокалом профессионально. Во время второй ливанской войны брат Амит, Том Фаркаш, погиб во время крушения военного вертолёта, и его друг написал в память о нём песню «Миллионы звезд». Амит спела песню на похоронах брата, что принесло ей известность в СМИ. Через короткое время песня уже звучала на радио.
Несмотря на трагическую судьбу брата, Амит пошла служить в Армию обороны Израиля. Там и началась её актёрская карьера: Амит подписала контракт с фирмой «Luke» и в 2009 году снялась в телесериале «За и против Алекса», а затем в сериале «Сплит» — в роли Эллы, получеловека-полувампира.
В 2012 году участвовала в шоу «Танцы со звёздами», заняв при этом 3 место.

## Личная жизнь
В 2019 году вышла замуж за Яира Йонаса. В 2021 году у них родилась дочь — Анна Йонас.